# Terminal Velocity (jogo eletrônico)
Terminal Velocity é um jogo de computador, lançado em maio de 1995, do tipo simulador de voo. Foi considerado um jogo bastante avançado na época; e impressionou na parte de som e, principalmente, no visual em 3D. O jogo simula a pilotagem de uma nave, onde visualiza-se um painel com informações, como arma selecionada, distância do alvo e um radar. A mira é estática em relação à tela (sempre ao centro), mas move-se quando o jogador move a nave.

## Modos de jogo
- Single player: modo jogado por apenas uma pessoa, onde o objetivo é destruir tudo à sua volta e sobreviver às 27 fases, sendo nove planetas com três fases cada;
- Multiplayer: modo de disputa com até oito jogadores.

### Requerimentos
- Mínimo: MS-DOS, 486DX com 4MB de memória e placa de vídeo VGA;
- Recomendado: MS-DOS, 486DX2/66 com 8MB de memória e placa de vídeo SVGA.
- Cabo serial, modem ou rede para o modo multiplayer.

Obs.: o jogo roda em simuladores de DOS, como o DosBox.